# やおい穴

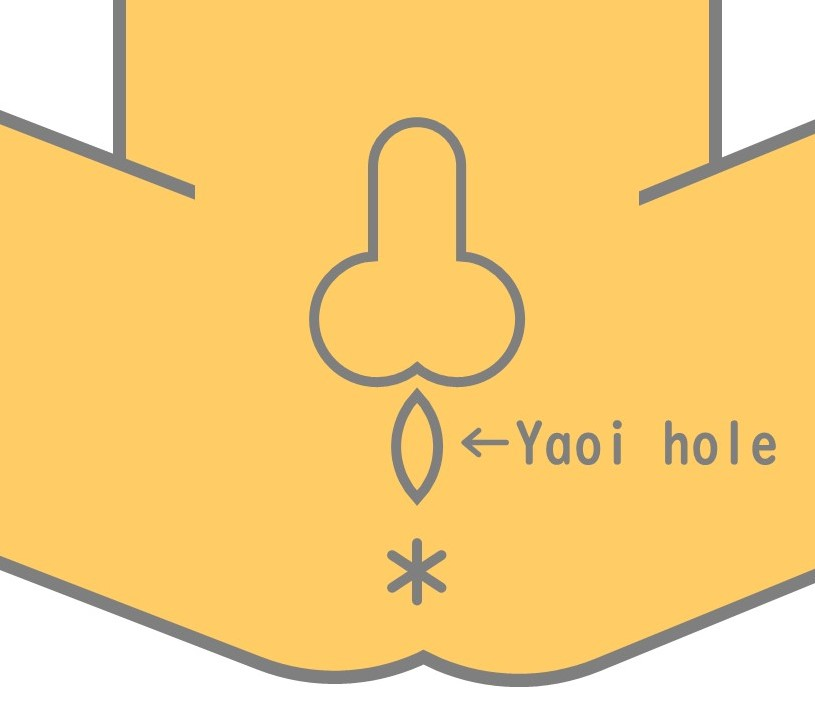
やおい穴のイラストの一例。「Ⅰやおい穴あるよ派-①ちんことアナルの間にあるよ派」の説に準拠したもの。

やおい穴（やおいあな）とは、やおい作品中の男性同士の性行為のシーンにおいて、受けの男性の股間付近に描写される穴を指す概念である。

## 概要

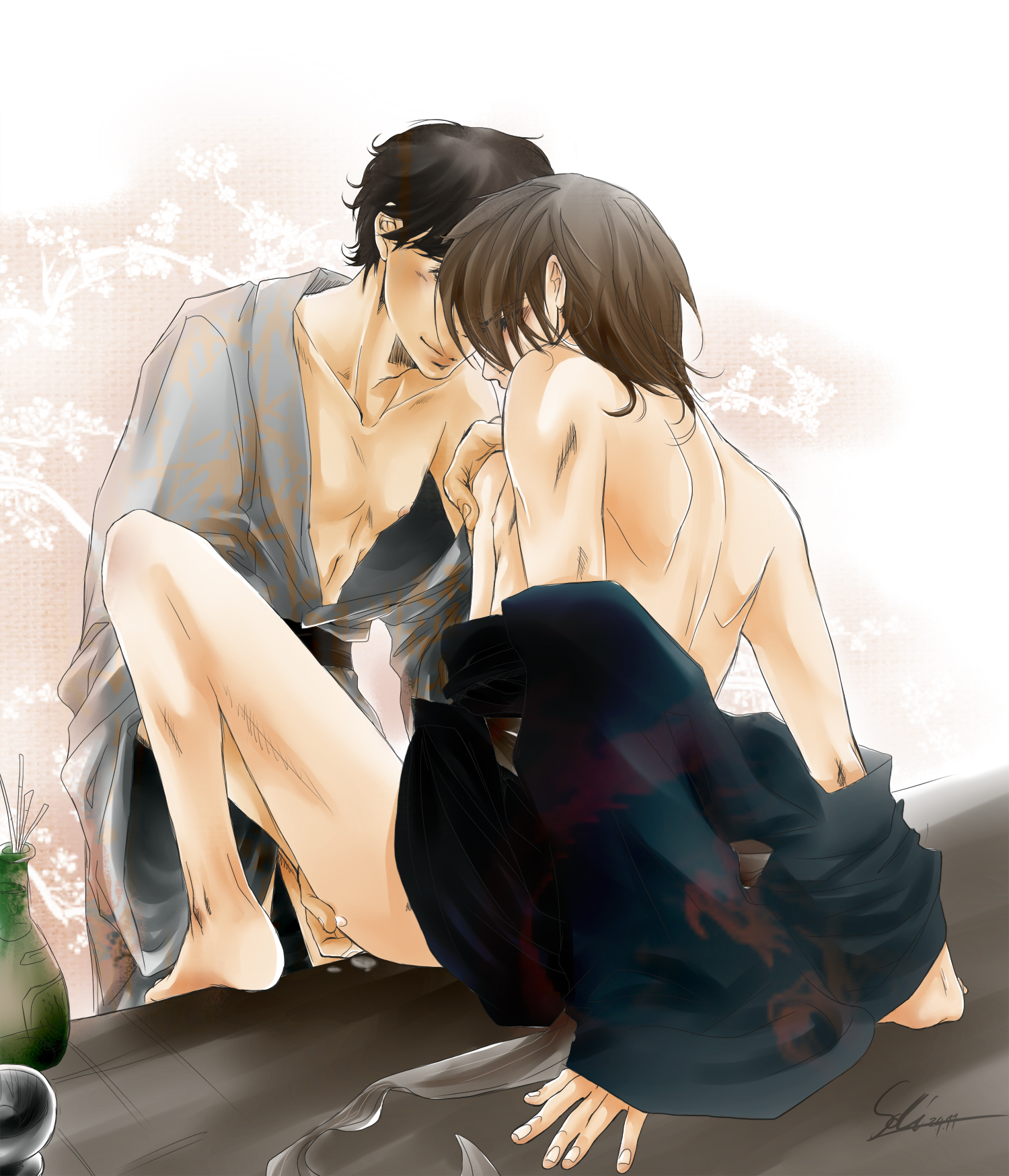
やおいにおける性行為の描写例

男性同性愛を題材にした女性向けの漫画や小説などの作品、いわゆる「やおい」の作中ではアナルセックスを思わせる描写が少なくない。しかしながら、それらの作中では明らかに肛門ではない位置で結合する体位で描かれたり、挿入される側の男性（受け）の穴が濡れるなど、肛門としてはあるまじき描写が見られたことから、受けの股間には肛門とは異なる穴が存在するのではないかとの見解が生まれた。この穴を称してやおい穴と言う。
腐女子の間では「お尻のあたりに男同士がうまいこと結合できる穴があるらしい」というのが共通認識であるとされるが、具体的に穴の構造はどうなっているのかという点では意見に一致が見られない。やおい穴は肛門とは別に存在する器官であるという意見がある一方で、やおい穴はそれでも肛門であるという意見もあり、やおい穴の具体的な定義については議論がある。

## 歴史
やおい穴の発見・開発の歴史については読み手の立場によってかなり解釈が異なる。ここでは社会学者・やおい同人誌研究家である金田淳子の史観に沿って記述する。

### 1970年代
金田によると、1970年代は「穴不在時代」であるという。BL作家としても知られる栗本薫がバイブルと崇める森茉莉の「枯葉の寝床(1962)」でもやおい穴の存在を暗示するような直接話法は見られず、金田が明治大学の米沢嘉博記念図書館にて当時の同人サークルの会誌を確認したが、最も多かったのはフェラチオの絵で、アナルセックスを思わせる絵は一枚もなかったという。

### 1980年代
金田は1980年代を「穴発見の時代」であるとした。穴の描写の初出は不明であるものの、栗本薫の「真夜中の天使(1979)」などの作品には、「滝はその肩を力をこめておさえつけ、力まかせに押し入った」「驚くほど狭い感触が滝を阻んでいた」といった、明らかに穴のある描写が見られるという。しかしながら、栗本はSM的な関係を好み、栗本の作品で受けが快楽を感じる描写は見られなかったとする。

### 1990年代
1990年代は「前立腺発見の時代」であるという。金田によると、受けに差し込んだ指などが受けの前立腺を刺激して受けが気持ち良くなる、といった前立腺の描写が増えたため、「やおい穴＝アナルでは？」と考えられることが増えたという。ただし、アナルだとしても洗わずとも清潔で、セックスに適した器官のように描かれる作品が主流であり、そのような形式はこの頃に確立したと考えられるという。

### 2000年代
この頃から直腸洗浄やドライオーガズムなど、実際のゲイセックスを参考にしたと思しき作品が見られるようになったという。金田はこれについて、ゲイセックスの教本やゲイビデオがインターネットなどで簡単に買えるようになったからではないかと推測している。

### やおい穴の語源
「やおい穴」の語源については明らかではないが、金田の考察では、インターネットの普及に伴い、不特定多数の同好の士とコミュニケーションをするための共通言語として必要になったことで生まれた言葉なのではないかと推測している。時期としては2000年前後ではないかという。

## 位置と機能
やおい作品の性交渉の描写では、アナルセックスを模しているようでありながら、肛門では難しいとされる正常位をとっていたり、挿入される側の男性の穴が、濡れる、意思に反して動く、果ては妊娠するなど、現実の肛門ではありえない描写がされることがあり、このことがやおい穴が肛門とは別の存在なのではという考えを生む要因となっている。
米沢嘉博記念図書館の元職員であり、現在はフリーランスとして活動する書誌家、白峰彩子は金田の調査に協力し51名のやおい作家による51編の文章作品を分析した上で、肛門であることの確実な描写がないこと、自分の意のままにならない挙動などの描写などから、「これは肛門ではないと思われる。少なくともそのように描写されていない」として、やおい穴は肛門とは別の存在であると結論付けている。

### 位置
やおい漫画においては男性同士の性交渉の体位は正常位に人気があるが、実際には肛門での正常位は基本的に困難を伴う。アダルトビデオ監督として長年、男性の肛門の開発・撮影に携わってきた二村ヒトシは、やおい漫画における性交渉シーンに対して「いや、そこに穴はねぇだろ」「その角度での挿入はペニスの構造上無理があるのでは？」などと感想を表している。

### 開発
やおい作品では、性交渉の前準備については描写されないか簡略化された表現にとどまり、また、受け・攻めともあっさりと享楽に身をゆだねる描写が多々みられる。しかし、国内最大級のゲイ向けWEBマガジン「ジェンクシー」によると、アナルセックスには入念な事前準備が必要である上、「アナルが苦手な受けは少なくない」という。一般社団法人日本家族計画協会が2020年に5,029人を対象に行った調査によると、アナルセックス経験者のうち、気持ちいいと感じた人の割合はごくわずかであった。二村はやおいにおける性交渉の描写について、「（肛門としては）いきなりツルンと滑らかに入りすぎ」と疑問を呈した。

### 湿潤
やおい穴による性交渉の描写においては、ローションなどではない出処のわからない液体によりやおい穴が「濡れる」表現が頻出する。この液体は俗にやおい汁とも呼ばれている。
白峰はやおい小説を読み進めて調査したところ、内部に入れられた精液や潤滑液の描写のない場面で「潤みきった場所」「やわらかく潤んでいた入口」「いつの間にか彼を迎え入れた粘膜は、最初よりも潤っていた。体の奥から熱いものがにじみ、襞の表面を伝い下りてきて、その感触に体が疼く」といった表現が見られ、文中には何によって潤んでいるのかという説明が無いため、白峰は自前の液体が分泌されている可能性が高いと考えたという。
株式会社サンディアスの運営する国内最大級のBL情報サイト「ちるちる」では、やおい汁の正体は腸液ではないかという仮説が検証された。ちるちるによると、腸液は異物に対して分泌されることがあるものの、アナルセックスを行うための潤滑剤としては粘性と潤滑性、量が不足していることから、やおい汁は腸液ではないと結んだ。

### 不随意運動
やおい作品では、受けの意志と関係なくやおい穴が不随意的に動く描写がよく見られるという。白峰はこれについて、小説中の「ひくつくそこが自分の意志とは裏腹に思いきり風間を締めつけてしまう」といった例を挙げた上で、快楽の深さから来る気持の深まりを表現するためにこのような描写がなされるのではないかと考察している。

### 衛生
やおい作品では衛生面についてはあまり描かれないが、仮にアナルセックスであれば、実際にはシャワ浣（シャワー浣腸）が必要であるという。ある売り専（ゲイ向け風俗店の従業員）はインタビューに応じて「BL世界の彼らは事前にシャワ浣をしていないので、間違いなくあれはアナルではなく“やおい穴”でヤッています」と断定し、衛生面での対応策を説明した上で、「実際腐女子が夢に見るような綺麗な世界ではないですね。排泄器官を使ってセックスをしているわけですから」とまとめた。

### 妊娠
やおいにおいては、やおい穴による男性の妊娠、出産が描かれることがある。

## 日本における性表現規制

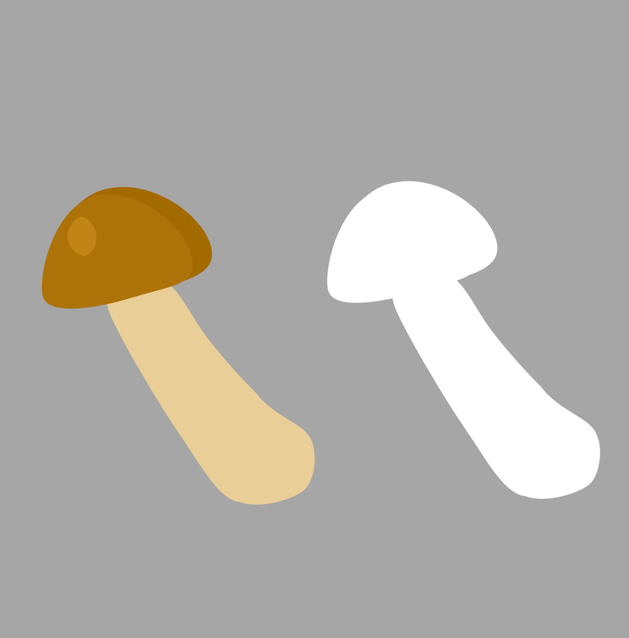
画像修正の例。左が無修正、右が修正後(白抜き)

日本においては、近代から現代にかけては1907年（明治40年）に制定された刑法第175条のわいせつ物頒布等の罪において、わいせつな文章・図表の頒布や陳列が禁じられている。わいせつとはきわめて曖昧な概念であるが、判例によると、「その時代の社会通念に照らして判断すべき」とされ、その取締り基準については1990年代以降、「性器が露骨に描写されているかどうか」がおおよその摘発基準となっており、これが成人向け作品における局部修正の要因となっている。
21世紀現在において小説は取締対象となっていないが、後述するように過去には文芸作品が摘発された事例もある。なお、成人向け作品において局部修正を施すのは日本独自の規制であり、世界的にはほとんどの国で無修正が許容されている。
日本のオタク文化を研究するパトリック.W.ガルブレイス准教授は、やおい穴に関連して、ボーイズラブにおいては常に性器がぼかされ、挿入が不鮮明に描かれていることを指摘している。

### 小説
BL小説における穴の名称分類(2014)
戦後しばらくは文章による性表現が相次いで摘発されており、チャタレー事件(1950)、四畳半襖の下張事件(1972)などが有名。しかし、図画・写真と異なり、文字情報である文章・小説などの作品は筆者の想像力の産物であり、読者がそれを読んでどう感じるかは人間の思想そのものともいえ、文芸作品等に対して裁判所がわいせつであるか、芸術的価値・思想的価値を判断して処罰することには非難も多く、1978年の富島健夫『初夜の海』以降、小説の摘発はない。
官能小説を研究する永田守弘は規制当時を振り返り、「警察ににらまれないため、作家は直接的な表現を避けながら、読者にそのシーンを思い浮かべさせなくてはいけません。その工夫が官能小説の豊穣な表現を生み出しました」として、表現規制が却って豊かな性表現を生み出したという見解を示している。禁止表現の言い換えの一例として、例えば「挿入」とは書くことができず、そこで「女体を貫く」などの表現がひねり出されたという。現代では女性器そのものの名称を書いても問題にならないが、官能小説家たちは競い合うようにユニークで隠微な表現を生み出し続けている。
現代におけるBL小説においても同様の傾向がある。白峰の調査(2014)では86編のやおい小説が分析されたが、穴の表現について「アナル」「肛門」などの直接的な表現は、わずか1%しか見られなかった。これを踏まえて金田は「やおい穴=現実のアナルではない」可能性に言及している。金田は白峰の調査について、「蕾」「泉」といった比喩表現は頻出する反面、直接表現がほぼ見られず、穴表現自体が描写されない場合も多々ある事、また、「肉襞」「後孔」などの独特の造語の官能熟語が頻出する点を指摘している。調査を行った白峰は、穴表現は調べるほどに直接描写が少なく、アナルであることの確実な描写が見られないと分析している。

### 漫画
金田は穴の描写がぼかされた例として、少女漫画の「風と木の詩(1976)」を例示している。作中、男色家のボナールがジルベール少年に馬乗りになり、嫌がるジルベールに対して力ずくで欲望を果たすシーンがあるが、具体的に何を行っているかについては曖昧模糊な描写に終始し、幼い読者には何が行われているのか、まったくわからないものであった。掲載誌の読者投稿には、描写の趣旨を理解できなかった読者からの「重い男が上に乗っかるのが嫌なのか？」という意見も寄せられ、当時小学生であった金田も何が描かれているのか、正確なところはわからなかったという。また、棒側の描写がぼかされる例として、文筆家の岡田育は少年漫画の「聖闘士星矢(1985)」を挙げている。岡田によると、聖闘士星矢は全裸男性が頻出する反面、海辺でも風呂場でも精神世界でも毎回巧みに股間が処理されて具体的な描写がなされず、岡田は「股間には白いバナナみたいなものがあるんだろうな」と理解していたという。
漫画作品の摘発事例としては、松文館裁判(2002)、コミックメガストア事件(2013)がある。

## 分類
やおい穴という概念について、読み手や書き手の趣味・嗜好によりかなり解釈が分かれる。これら解釈の違いを分類するものとして、インターネット上に流布されるやおい穴の派閥樹形図がある。金田によると、この樹形図はインターネットで「やおい穴」とググるとすぐに出てくる、匿名の腐女子たちがいろいろな「やおい穴」観を整理したものであるという。金田はこの樹形図を2015年発刊の「オトコのカラダはキモチいい」にて紹介した。

### アンケートと議論
やおい穴派閥アンケート,2014
2014年に催されたトークイベント「これからのやおい穴の話をしよう」にて行われた、来場者の100人のうちの腐女子を対象にしたアンケートによると、「Ⅱやおい穴ないよ派-①あるのは現実のアナルだよ派」が33%で最大派閥であり、次いで「Ⅲやおい穴は関係ないよ派-①やおいはファンタジーだよ派」が27％で二位、三番手が「Ⅰやおい穴あるよ派-②ｾｸｰｽの時だけアナルがやおい穴に変化するよ派」の18%と続いた。
トークイベント当日には、樹形図によって分類された定型的なものだけではなく、「入れることが大変な穴こそ本当のやおい穴だ」「アナルの性器としての機能の悪さの描写が必要」といったさまざまな見解が寄せられた。これら論争に対して、文筆家の岡田育は学説にこだわりすぎるのも良くないとし、「やおい穴は『心の穴』だから、構造とか深く考えちゃいけないんだ。心の穴に精神的なナニを突っ込んで心と心でつながるのがやおいなんだよ」という見解を紹介し、各派の融和を促した。

## 論考
なぜ男性同士の恋愛関係を描く作品が女性によって描かれ、女性によって消費されるのかについては、さまざまな議論がある。これらに対する論考はBL作家でもある栗本薫による『コミュニケーション不全症候群』（1995年）が最初であり、本書では、やおい・BLジャンルを愛好するのは「男女差別の中で抑圧された女性性が自傷的行為に走らせているからだ」という一般的な理解がまとめられた。しかし、永久保陽子による『やおい小説論』（2005年）以降は、抑圧からの逃避というより、女性によるジェンダーの娯楽化であると理解されるようになった。

### やおい作品におけるアナルセックスの位置づけ
穴に焦点を当てると、現在のやおい・BLとアナルセックスは不可分であると考えられている。やおいにおけるアナルセックスの出現頻度については定量的な調査があり、同志社大学のメディア研究者、西原麻里は1970年から2000年にかけての1462作品を分析している。西原によると、1980年代から1990年代前半にかけてアナルセックスの描写頻度が75.8%から約91.9%へ増加し、この時期にセックスの描写が様式化して定着したとしている。
やおいにおけるアナルセックスのプロットとしては、エロマンガの統計研究を手掛ける牧田翠によると、BLの物語においては「基本的に『性行為をすること』を一つのゴールとして、そこに向かっていく作品が多い」という。ジェンダー研究者の東園子准教授によると、「やおい・BLの中の性行為は、二人の男性の関係が「行き着く先」まで到達し、恋愛が成就したことを示す「象徴」であり、それを寿ぐ祝賀の儀式という側面をもつ」と解説している。

### やおい穴は何を表しているか
ジェンダー領域を研究する早稲田大学の溝口彰子准教授は、やおい穴の存在意義を異性愛規範主義に求めている。溝口は、やおいは「かなり保守的なノンケ女性の恋愛ファンタジーを表現するもの」であるため、やおいに描かれる男性は、「ふたりとも男性的な男性という「同一性」のカップリングのままでは 「異」性愛ファンタジーの代理人としては適さない」と述べる。また溝口は、以上の理由により、やおい穴はヴァギナの代用品であると解釈している。
学習院大学にて身体表象文化を研究する田原康夫は、溝口の論を引用した上で、「ペニス」と「アヌス≒ヴァギナ」の「結合」は、両者が恋愛的な意味において「結ばれ」ることのメタファーとして、物語を彩るものであるとした。

## 批判と反論
やおい穴は「男性の身体に関する腐女子（またはやおい・ボーイズラブ作家）の知識の欠如」を端的に表しているのだとする意見もある。これに対して三浦しをん・金田淳子は、女性にも肛門はあるのだから男性身体の特性を理解していないのではなく虚構の物語の中でのリアリティを追求した結果であり、男性向けのエロ漫画における非現実的なほどの巨乳の女性の描写と似たようなものであると反論している。

## やおい穴に関連する性表現
やおい作品の性描写の手法の一部にて、男性向けポルノ作品との顕著な類似が見られる。

### 擬音
やおい穴の描写には、独特の擬音語が使われる。文筆家の岡田育によると、「くぱぁっ」と開けば恥じらって、「きゅんきゅんっ」と締まるのが名器であるという。ニュースサイトLITERAの記事ではこれら岡田の説明に対して、「男性向けエロ漫画におけるマンコ描写と完全に一致する」とした。また、ちるちるでは指を入れる時の「つぷっ」、受けの奥を指で突く「トントン」、出し入れの時の「ぐぷっぐぷっ」などをやおい穴の定番の擬音語として挙げている。
上述のように、やおいでは穴側の表現は多彩である一方、棒側の表現が少ないことを指摘する意見もある。琉球大学の金城克哉教授は比較計量分析によりゲイコミックとBLコミックを対比して分析したが、ゲイコミックと比べてBLコミックでは特定の身体部位（男性器）へ言及することがほとんど見られず、射精擬音にいたっては皆無であったという。

### 潮吹き
男性向けエロ漫画において、女性がオーガズムに達したことを示すための定型表現として、尿道口から液体を放出する現象、いわゆる潮吹き (女性器)が多々描かれるが、やおい漫画においては受けの男性が尿道口から液体を放出する潮吹き (男性)が時折描かれる。ちるちるによると、潮吹きは「開発の証」「BLにおいてHのクライマックスの象徴」であるという。描写される頻度については、大手アダルトコンテンツ企業、ソフト・オン・デマンド系列のアダルトコンテンツ紹介サイトによると、「定番とは言えない」とされる。
男性が実際に潮を吹くか否かについては近年まで明らかではなかったが、2018年にアダルトグッズメーカーTENGAと川崎医科大学の共同研究により、実際に男性が潮を吹く様子が捉えられた。同研究では超音波を用いて男性の潮吹き時の断面の動画を撮影し、その動画の解析により、膀胱から液体が前立腺尿道部に吸い上げられ、その後勢いよく放出される様子を明らかにした。潮の成分は尿と同一であったという。

### 胸
近年のやおいでは、男性の胸部が肉厚で豊満、また女性の乳房のような性感帯として描かれることが少なからずあり、このような男性の胸そのものや、胸部の表現を重視したジャンルを指して「雄っぱい（おっぱい）」と呼称されている。
白峰の調査(2014)では86編のやおい小説が分析され、乳首描写の有無について、「有(61%)・不明(12%)・無(27%)」と示された。この分析結果について、白峰はエロシーンにおいて穴が必ず描かれることと対比して、乳首の描写は意外にも少ないとしながらも、近年の作品では出現頻度の傾向が変わりうるとした。また、白峰は小説中の乳首の描かれたイラストの受攻の役割に着目し、乳首が露出した人物を「受(77%)・攻(16%)・受攻(2%)」と算出し、乳首描写は受けが大半を占めることを明らかにした。白峰はやおい穴と乳首を続けて分析し、やおい穴と乳首は両方とも受けのものだと感想を述べ、攻めの存在意義は竿ではないかと考察した。
「雄っぱい」ジャンルは近年になって急速に発展しており、美少女コミック研究家の稀見理都は、1988年の男性向けエロ漫画に起源を持つ、乳揺れを乳首の軌道にスクリーントーンを貼ることによって表現するいわゆる「乳首残像」の手法が2018年の商業BL誌「雄っぱい・雄尻BL」 に初めて登場した点を指摘している。

### 表情
ちるちるはボーイズラブにおけるイキ顔を下記の5つに分類している。①目ギュッ閉じ・②目ガン開き・③しかめっ面・④茫然自失・⑤アへ顔。

### 修正

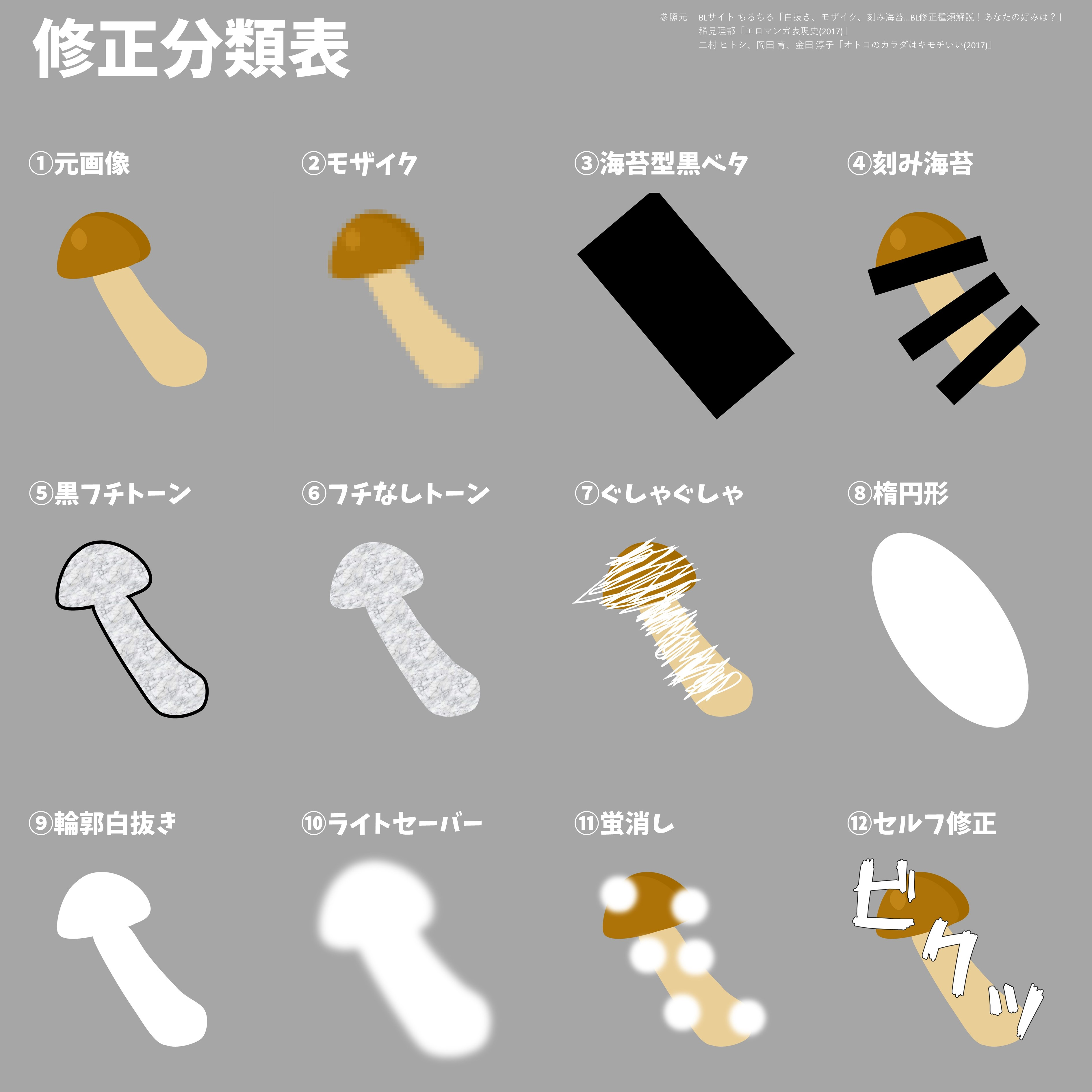
修正分類図

やおい漫画においても他の分野のポルノ漫画同様に局部には修正が施されるが、やおい作品は他の分野と修正の傾向が異なるとされる。稀見理都はボーイズラブジャンルについて、男性向けポルノと比較して、出版社や雑誌の傾向で表現の差が大きい点を指摘している。稀見は男性向け雑誌で見ることのない修正手法の一つとして、「蛍消し(右図⑪)」を例に挙げている。これは局部の周辺に蛍が舞っているように見えるために蛍消しと呼ばれるようになったもので、稀見は男性誌向けの修正が「見られたくない」という意識で行われるものに対し、「いかに美しく消せるか」という美学や哲学の結果、このような修正が生まれたのではないかと考察している。

### 初体験
他の分野のポルノ作品と同様に、やおいにおいても初体験は一定の関心を持たれるテーマである。受けが挿入をした経験がない作品は「童貞受け」、受けが挿入をされた経験がない作品は「処女受け」などと分類される。現実の男性に処女膜が存在するわけではないが、初体験のシーンでは、破瓜の如く出血が描かれることがある。
奇抜な例としては、三雲譲の「童貞膜少年」などの作品では、男性の人体構造に「童貞膜」が設定されている。童貞膜少年の作中では、童貞膜が精液の出る管の前にあり、犯されない限り射精ができない構造として描かれている。

## 関連項目

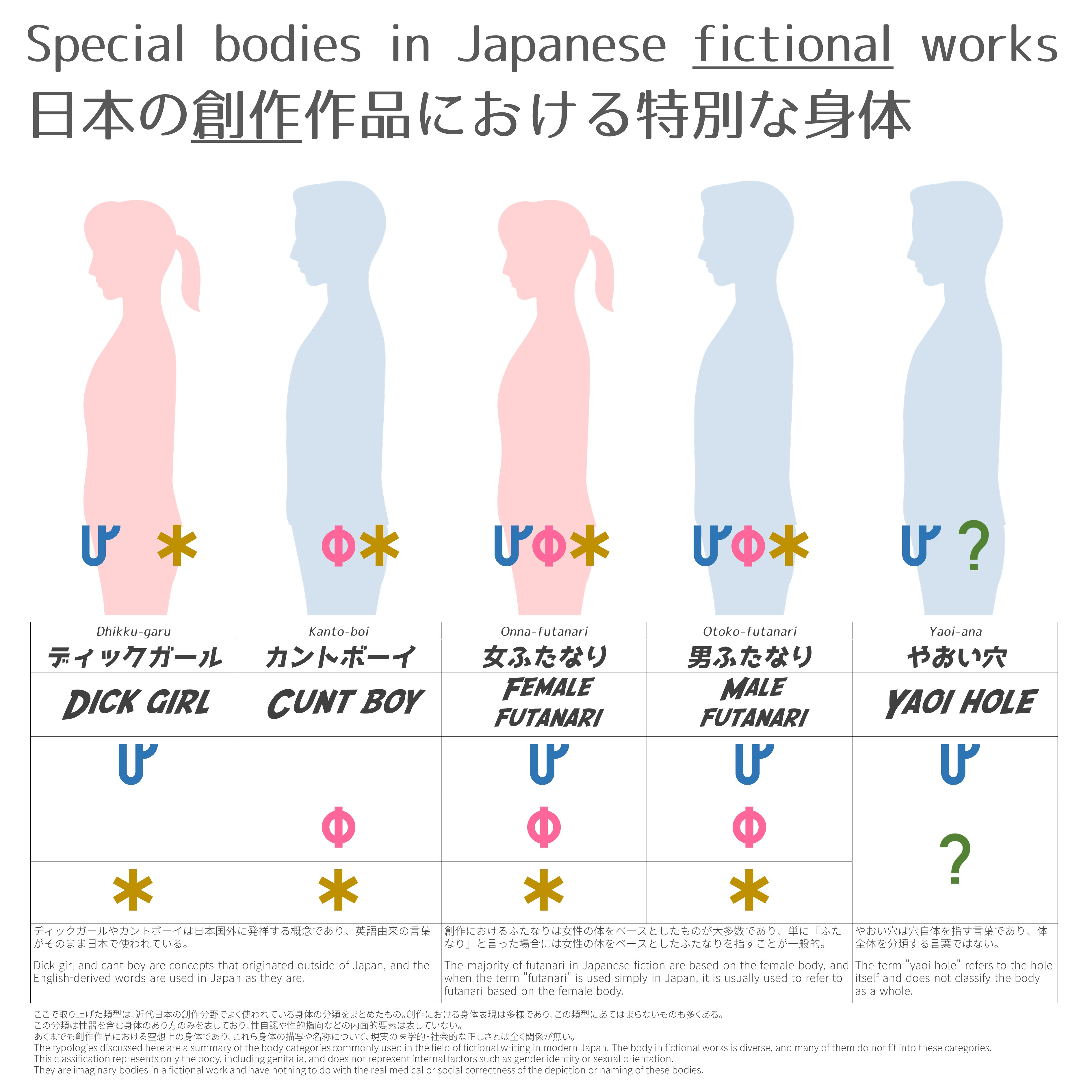
類似する身体描写との違い

## 外国におけるやおい穴
やおい穴は英語圏においてはyaoi hole、中国語圏においてはyaoi穴と訳される。